# ФК Боруна (Царева ливада)
ФК Боруна (Царева ливада) е български футболен отбор от село Царева ливада, Габровски огръг. Основан през 1999 година, като женски футболен клуб. Шампион на А ОФГ Габрово за 2021/22 и промоция в Северозападна Трета лига.. Основните цветове на отбора са бяло и жълто.

## Успехи
А ОФГ Габрово:
- Шампион (1): 2021/22